# Antonio Manca Serra
Antonio Manca Serra, all'anagrafe Antonio Giuseppe Ricardo Manca (Cagliari, 16 gennaio 1923 – Dublino, 25 aprile 1956) è stato un baritono italiano.

## Biografia
Antonio Manca nasce a Cagliari il 16 gennaio 1923 e in gioventù rimane orfano di madre all'età di 10 anni. Sentendo la predisposizione al canto lirico decide di iscriversi al Conservatorio di Musica Giovanni Pierluigi da Palestrina di Cagliari, dove all'esame d'ammissione l'allora direttore dell'istituto, Renato Fasano, indicò come tenorile il suo timbro di voce, al contrario degli altri membri della commissione. In realtà l'estensione vocale era più adatta per i ruoli di autentico baritono. Negli anni seguenti scelse il nome d'arte Antonio Manca Serra, aggiungendo al cognome paterno quello della madre, affiancando gli studi al conservatorio con quelli alle scuole di canto di Laura Pasini e Maria Capuana, conseguendo infine il diploma nel 1945, con il massimo dei voti.
Dopo aver vinto una borsa di studio, si trasferisce a Roma, dove al Teatro dell'Opera frequentò il Corso di perfezionamento e avviamento al teatro lirico e dove ebbe per docenti i direttori d'orchestra Giuseppe Morelli e Ugo Catania. Parallelamente si rivolge all'attore Vittorio Gassman per affinare le necessarie doti sceniche il quale, assistendo in teatro una sua rappresentazione nel ruolo di Jago, lo apprezzò tanto da dichiarare che «L'allievo ha superato il maestro!».
Il suo debutto risale al 1947, a Orvieto, dove diretto da Ugo Catania al Teatro Mancinelli affianca Jole Gavino, nel ruolo di Leonora, e Renato Gigli, Manrico, ne Il trovatore di Giuseppe Verdi. Grazie a uno rigoroso percorso di studio che gli permise di proporre parti che spaziavano dal barocco al novecento, nei dieci anni che seguirono calcò i palchi di numerosi ed importanti teatri d'opera italiani, non disdegnando affatto quelli minori, all'estrema periferia, dove era più forte e critico il contatto con il pubblico, cantando con le più belle voci liriche del periodo e incidendo più volte per case discografiche.
Nel 1956 Manca Serra è a Dublino, invitato al Festival of Italian Opera al Gaiety Theatre, dove muore per infarto miocardico durante le prove, si presume a causa di un'intolleranza alla penicillina che, al fine di combattere un fastidioso raffreddore, si fece iniettare da un medico locale. La vicenda suscitò una particolare attenzione per la sua immediatezza e per la messinscena della morte in albergo al fine di evitare la sospensione o il ritardo della stagione lirica oltre che, presumibilmente, per interessi economici.
La salma, rientrata in Italia, viene tumulata a Cagliari, nel cimitero monumentale di Bonaria.